# Ophryotrocha gracilis
Ophryotrocha gracilis är en ringmaskart som beskrevs av Ernst Huth 1933. Ophryotrocha gracilis ingår i släktet Ophryotrocha och familjen Dorvilleidae. Arten är reproducerande i Sverige. Inga underarter finns listade i Catalogue of Life.